# Colin Marshall
Colin Marshall (nacido el 25 de octubre de 1984) es un exfutbolista escocés que se desempeñaba como centrocampista.
Jugó para clubes como el Aston Villa, Clyde, St. Johnstone, Falkirk, Dundee, Crevillente Deportivo, Víkingur Reykjavík, FC Machida Zelvia y Cowdenbeath.

## Trayectoria

### Clubes
| Club                  | País       | Año         |
| --------------------- | ---------- | ----------- |
| Aston Villa           | Inglaterra | 2002 - 2003 |
| Clyde FC              | Escocia    | 2003 - 2004 |
| St. Johnstone FC      | Escocia    | 2004        |
| Falkirk FC            | Escocia    | 2004 - 2005 |
| Airdrieonians FC      | Escocia    | 2005        |
| Stranraer FC          | Escocia    | 2005 - 2006 |
| Dundee FC             | Escocia    | 2006        |
| Forfar Athletic FC    | Escocia    | 2006        |
| Ayr United FC         | Escocia    | 2007 - 2008 |
| Tiverton Town         | Inglaterra | 2009 - 2010 |
| Crevillente Deportivo | España     | 2010        |
| Vestri Ísafjördur     | Islandia   | 2011        |
| Víkingur Reykjavík    | Islandia   | 2011        |
| Machida Zelvia        | Japón      | 2012        |
| Amicale FC            | Vanuatu    | 2014        |
| Cowdenbeath FC        | Escocia    | 2014 - 2015 |
| Amicale FC            | Vanuatu    | 2016 - 2017 |
| Gartcairn FA Juniors  | Escocia    | 2017        |